# Aphidura acanthophylli
Aphidura acanthophylli är en insektsart. Aphidura acanthophylli ingår i släktet Aphidura och familjen långrörsbladlöss. Inga underarter finns listade i Catalogue of Life.